# Old Navy
Old Navy, é uma empresa americana de roupas e acessórios, participando da holding da multinacional americana Gap Inc. A sua sede fica situada em San Francisco, California nos Estados Unidos.

## História

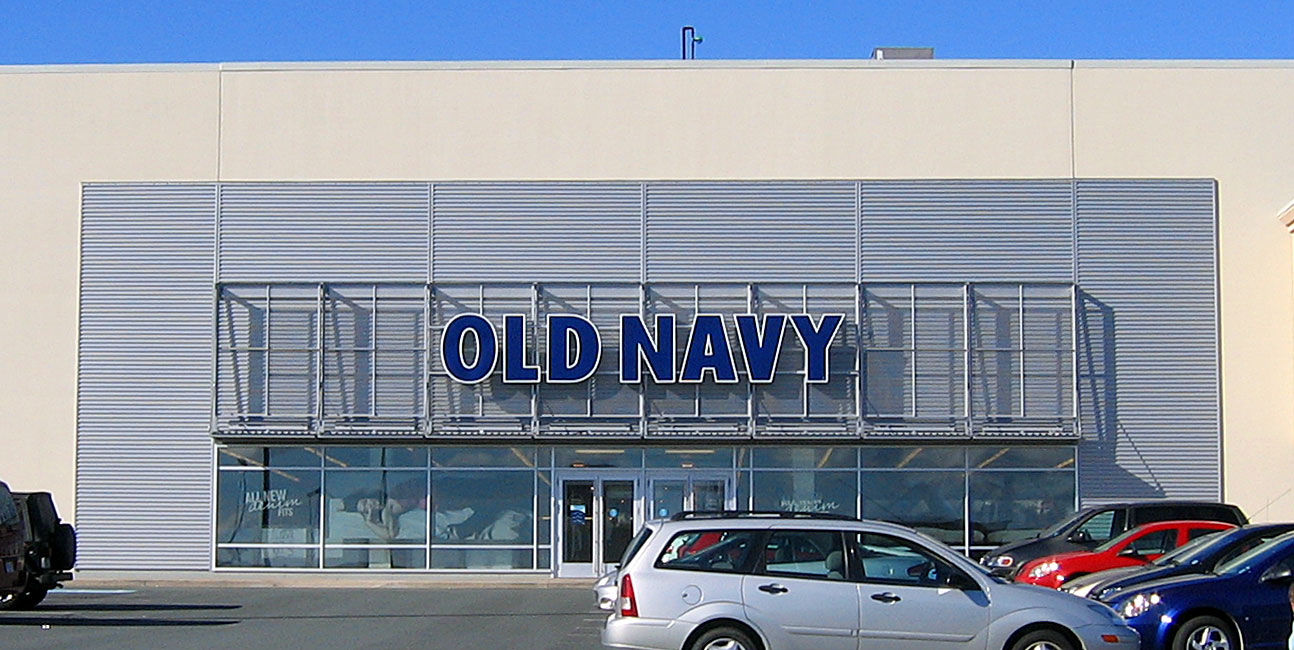
Uma de suas lojas, em Halifax, Nova Scotia

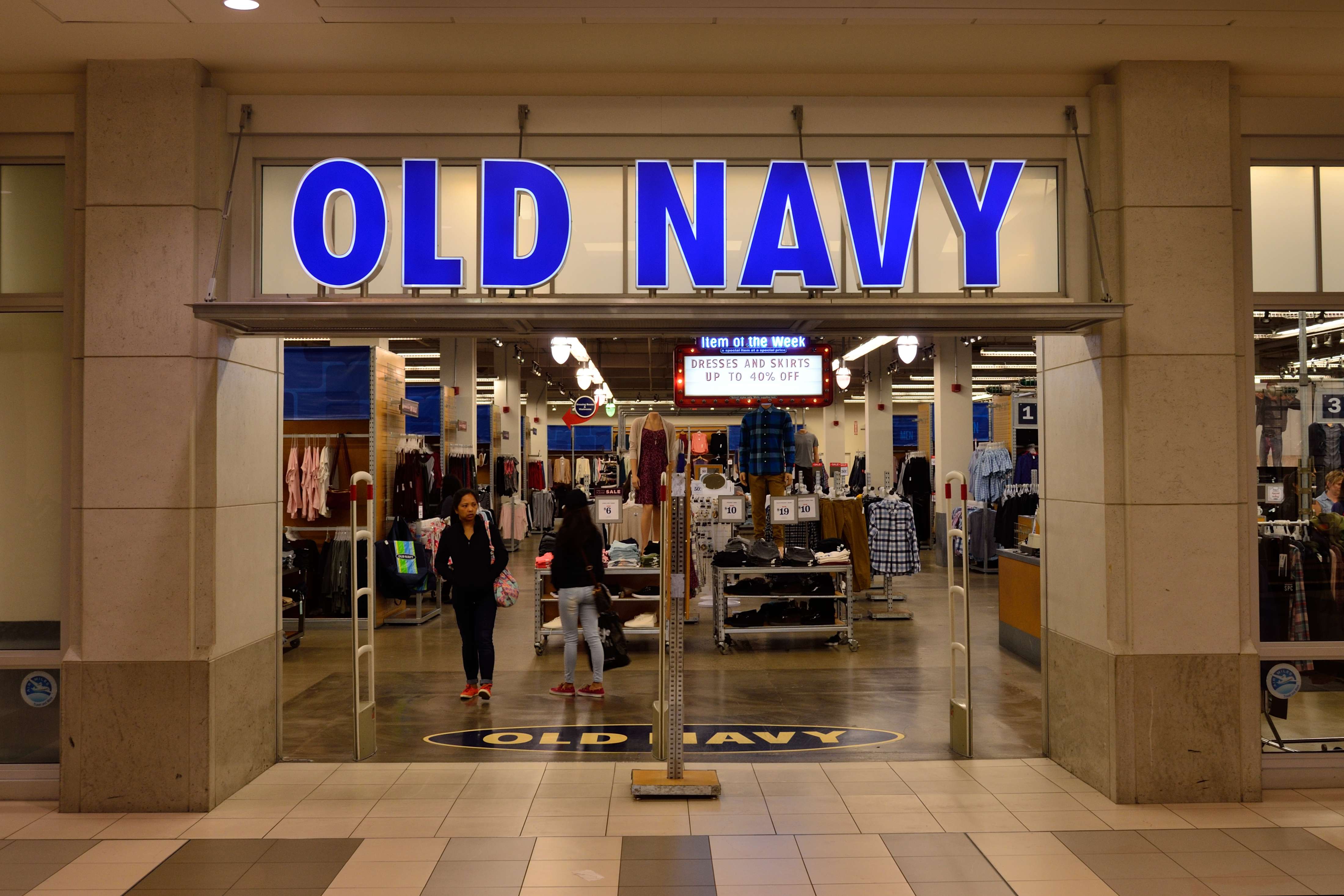
Loja da Old Navy, na Avenida Centro Comercial, Thornhill, Ontário

No início da década de 1990, Target Corporation decidiu estabelecer uma nova divisão, como uma marca mais barata da versão da empresa Gap; daí surgiu a Gap Warehouse.
Em Março de 1994, a Gap Warehouse foi renomeado para Old Navy, a fim de estabelecer uma imagem separada de seu pai. 
Em 11 de Março de 1994, a primeira loja da Old Navy, em um local aberto foi no norte da Califórnia, nas cidades de Colma, San Leandro e Pittsburg de Acordo com Kevin Lonergan, diretor das lojas Gap, as lojas foram intencionalmente concebido como supermercados, com fluxo de corredores, carrinhos de compras, e do impulso pequeno de itens perto do check-out. Mais tarde naquele ano, 42 outras novas lojas da Old Navy foram inauguadas, e mais de 45 armazéns da Gap foram renomeados para Old Navy.
Old Navy tinha extrovertido anúncios de televisão com Morgan Fairchild e a sua mascote, a Magia do cão. Esta mascote foi alterado, em seguida, em 2001, para Adam "o Greaser".
A divisão Old Navy cresceu rapidamente; em 1997, ele se tornou o primeiro varejista a passar de $1 bilhão de dólares em seus primeiros quatro anos no negócio, e consequentemente abriu mais de 500 lojas, em 2000. Em 2001, Old Navy, começou sua expansão internacional com a abertura de 12 lojas em Ontário, Canadá.
A marca também experimentou, a abertura de uma loja de café em San Francisco, em dezembro de 1995, e a abertura da Old Navy Kids em Littleton, Colorado, em abril de 1997. Este por sua vez, não funcionou para a empresa, e foi finalizado no mês de setembro seguinte.

O terceiro logotipo da Old Navy, usado de 2005 a 2009.

## Conceito

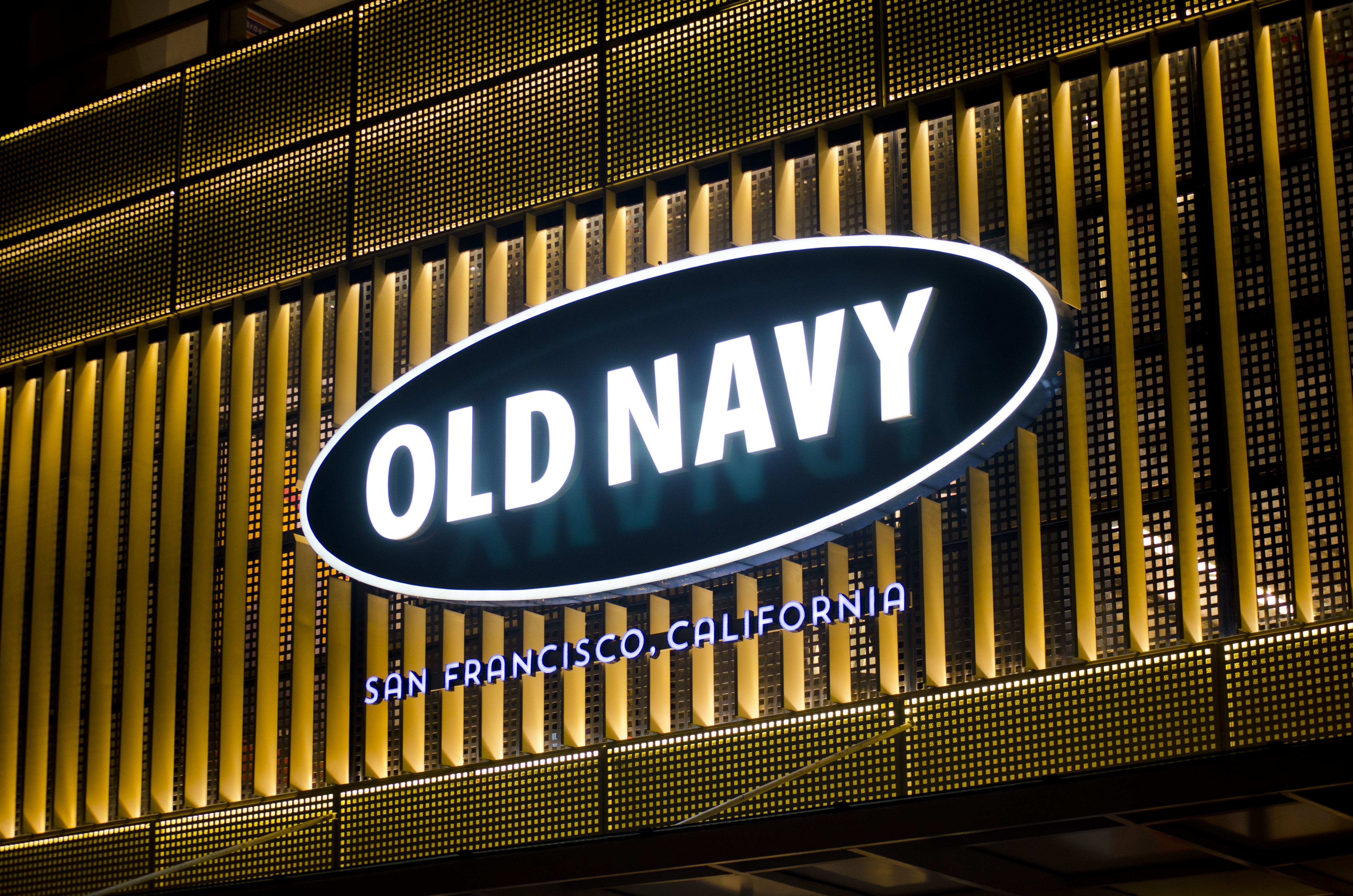
Loja da Old Navy, nas Filipinas, foi inaugurado em 22 de Março de 2014, localizado no Bonifacio Global da Cidade.

A maioria das lojas são divididas em seções diferentes: mulheres, homens, crianças e de bebê.

## Prémios
- Em 2013, A Gap Inc. 5ª foi classificada entre as especializadas no varejo, na lista do World's Most Admired.[14]
- Membros de Negócio Inovadores de Política Energética e Climática (BÍCEPS)[15]